# Piero Focaccia
Piero Focaccia, né à Cervia le 16 octobre 1944, est un chanteur de variétés et un acteur italien.

## Biographie
Né à Cervia, province de Ravenne, Piero Focaccia a commencé sa carrière en 1962, avec le single Il pappagallo. Il a obtenu son principal succès un an plus tard avec la chanson Stessa spiaggia stesso mare, qui a remporté le Disco per l'estate et atteint la troisième place du hit-parade italien. En 1970, sa chanson Permette signora a atteint la 9e place au hit-parade.
Focaccia participe au festival de la Musique de Sanremo à trois reprises entre 1964 et 1974.
Il a également été acteur dans deux films de comédie de Mariano Laurenti, La Belle Antonia, d'abord ange puis démon et de Luigi Comencini Les Poupées.